# Comuna Kostuvate, Bratske
Kostuvate (în ucraineană Костувате) este o comună în raionul Bratske, regiunea Mîkolaiiv, Ucraina, formată din satele Kostuvate (reședința), Petrivka Druha și Petrivka Perșa.

## Demografie
Componența lingvistică a comunei Kostuvate
     Ucraineană (95,24%)
     Română (4,15%)
     Alte limbi (0,61%)
Conform recensământului din 2001, majoritatea populației comunei Kostuvate era vorbitoare de ucraineană (95,24%), existând în minoritate și vorbitori de română (4,15%).